# Gloria Hodge
Gloria Hodge is een personage uit de Amerikaanse televisieserie Desperate Housewives, gespeeld door Dixie Carter.

## Verhaallijn
Gloria Hodge is de moeder van Orson, de echtgenoot van Bree Hodge. Sinds het (mysterieuze) overlijden van Orsons vader, verloopt de relatie tussen moeder en zoon stroef. Gloria neemt het Orson kwalijk dat hij zijn vader alleen had gelaten en zo de kans had gegeven om zelfmoord te plegen, maar ze geeft hem regelmatig een mogelijkheid 'om het goed te maken': op een dag vermoordt ze Monique Polier, de minnares van Orson, en samen begraven ze haar.
Gloria verschijnt voor het eerst wanneer Bree haar een bezoekje brengt in het rusthuis. Ze is verbaasd wanneer ze ziet dat Gloria perfect mentaal gezond is, in tegenstelling tot wat Orson haar altijd verteld heeft. Al snel merkt ze op dat Gloria niet veel goeds te zeggen heeft over haar zoon en ze nodigt haar uit voor een diner thuis. Orson reageert ongelovig, maar Gloria maakt duidelijk dat ze niet langer in het rusthuis wil blijven. Zogezegd omdat ze zich ongelukkig voelt, maar haar ware beweegredenen komen al snel boven water: samen met Orsons ex, Alma Hodge, wil ze Orson van Bree wegkapen. Alma is altijd van Orson blijven houden en Gloria ziet Orsons relatie met Bree als overspel. Wanneer Orson niet bereidwillig is om Bree te verlaten, schakelen moeder en ex de grote middelen in: ze drogeren Orson en Alma 'verkracht' hem, in de hoop zo van hem zwanger te worden en hem aan haar te binden.
Eens Orson te weten komt van zijn 'verkrachting', dreigt hij naar de politie te gaan en bezwarende feiten voor te leggen, die zowel Gloria als Alma in de gevangenis kunnen krijgen. Alma beseft nu dat Orson echt niet meer van haar houdt, maar Gloria geeft niet op: ze sluit Alma op en laat Bree verongelukken (ze valt van een hoge ladder). Wanneer Orson in het ziekenhuis ligt nadat hij van het dak van het ziekenhuis is geduwd door Mike Delfino en de kinderen uit het huis zijn, onderneemt ze een poging om Bree te vermoorden. Orson komt echter net op tijd thuis: hij beseft dat zijn moeder verantwoordelijk was voor de dood van zijn vader en kan voorkomen dat zijn moeder zijn echtgenote vermoord door haar brutaal opzij te gooien en zo een hartaanval te veroorzaken. Orson brengt Gloria naar het huis van Alma - die dood in de struiken ligt, nadat ze van het dak gevallen is wanneer ze wilde ontsnappen uit haar gevangenis - en legt haar naast haar lijk, zodat het lijkt alsof ze een hartaanval heeft gekregen wanneer ze de dode Alma zag.
Als Gloria gevonden wordt, wordt ze naar het ziekenhuis gebracht, waar Orson na een bezoekje erachter komt dat ze volledig verlamd is. In aflevering 3.15, "The Little Things You Do Together", ziet ze voor de laatste keer haar zoon en komt ze voor de laatste keer voor in de serie.